# Ейріан Вільямс
Е́йріан Ві́льямс (англ. Eirian Williams; нар. 3 вересня 1955, Кармартен) — валлійський професійний рефері зі снукеру (з 1991 року), народився 3 вересня 1955 в місті Лланеллі, Уельс.

## Біографія
Вільямс — колишній поліцейський, який пропрацював в поліції Лланеллі до 1991, коли став професійним суддею зі снукеру. 
 Судив безліч фіналів важливих турнірів мейн-туру.

## Приватне життя
Проживає в Лланеллі. У цьому ж місті мешкає Террі Гріффітс — екс-чемпіон світу і один з найкращих тренерів зі снукеру.
Захоплення: спів караоке, серфінг в Інтернеті (у Вільямса був власний сайт, який, на жаль, припинив роботу), а також гра в пул у місцевому пабі.

## Головні фінали
- Чемпіонат світу — 2001, 2005, 2007, 2010